# Institut Supérieur de Peinture Van Der Kelen-Logelain

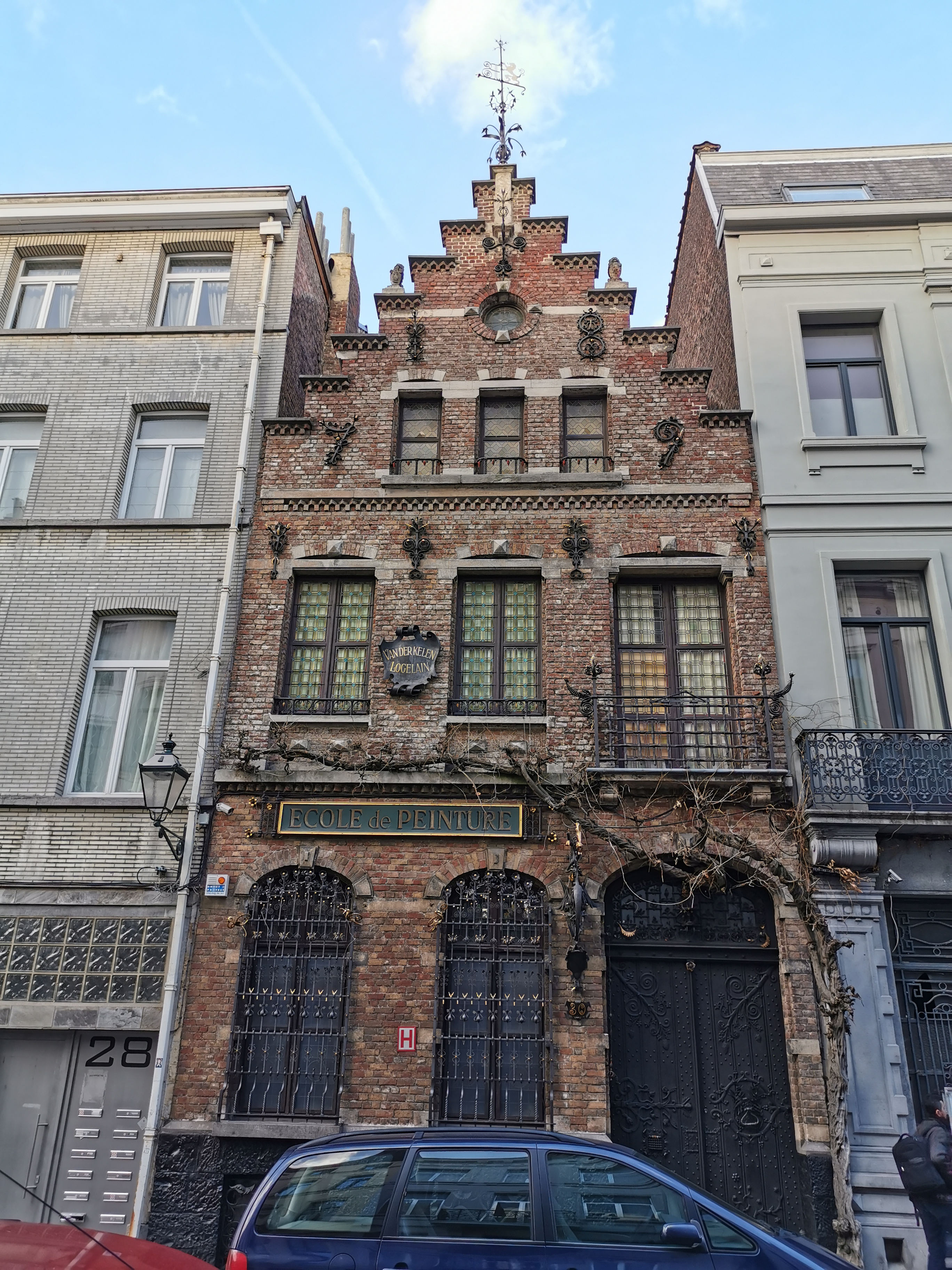
Voorgevel in de Metaalstraat

Het Institut Supérieur de Peinture Van Der Kelen-Logelain is een Belgische school voor decoratief schilderen in de Brusselse gemeente Sint-Gillis. Ze heeft een internationale reputatie.

## School
De privéschool, gevestigd in de Metaalstraat, biedt cursussen aan waarin leermeesters op een half jaar de kunst van faux-bois, faux-marbre en trompe-l'oeil onderwijzen. Voor de opleiding wordt Frans, Nederlands en Engels gebruikt.
De decoratieschilders Pierre Logelain en Alfred Van der Kelen waren in respectievelijk 1882 en 1892 elk begonnen met een school. In 1902 verhuisde Van der Kelen naar het pand van Prosper Schryvers, een siersmid die het smeedwerk voor de Kleine Zavel had geleverd en failliet was gegaan. Zoon Clément Van der Kelen nam over in 1951 en bundelde de krachten met Alphonse Logelain. Van der Kelen leidde ook zijn vrouw Denise en dochter Sylvie op tot leraar.

## Gebouw
De school is gevestigd in het huis en atelier van de kunstsmid Prosper Schryvers uit 1881. Hij ontwierp het zelf in Vlaamse neorenaissancestijl. Op de voorgevel etaleerde hij zijn kunnen, onder meer in de beslagen koetspoort, het rijke traliewerk en het windijzer dat zijn initialen draagt naast een klimmende leeuw. Het achterhuis is voorzien van een glazen dak, in 1914 opgehoogd door architect Jean Maelschalck.

## In de kunst
De Franse auteur Maylis de Kerangal gebruikte de school als setting voor haar in 2018 verschenen roman Een wereld binnen handbereik (Un monde à portée de main).